# Nicolas Dougall
Nicolas Dougall (Hertfordshire, 21 november 1992) is een voormalig Zuid-Afrikaans wielrenner die tussen 2014 en 2018 reed voor Team Dimension Data.

## Carrière
In 2016 zat Dougall in de vroege vlucht tijdens de wegwedstrijd op het wereldkampioenschap. Nadat de groep werd teruggehaald wist Dougall samen met drie vluchtgenoten aan te haken bij de eerste groep, waarna de Zuid-Afrikaan als achttiende finishte.

## Resultaten in voornaamste wedstrijden
| Jaar | Ronde van Italië | Ronde van Frankrijk | Ronde van Spanje |
| ---- | ---------------- | ------------------- | ---------------- |
| 2014 |                  |                     |                  |
| 2015 |                  |                     |                  |
| 2016 |                  |                     | 154e             |
| 2017 |                  |                     | opgave           |
| 2018 |                  |                     |                  |

| Jaar | Gent-Wevelgem | Ronde van Vlaanderen | Parijs-Roubaix | Parijs-Tours |  | WK op de weg |  | Wereldranglijsten |
| ---- | ------------- | -------------------- | -------------- | ------------ |  | ------------ |  | ----------------- |
| 2014 |               |                      |                | opgave       |  |              |  |                   |
| 2015 |               |                      |                | 93e          |  |              |  |                   |
| 2016 | 81e           | opgave               | opgave         |              |  | 18e          |  |                   |
| 2017 | opgave        | opgave               | opgave         | 133e         |  |              |  | 392e (UWT)        |
| 2018 | 133e          | 96e                  | opgave         | 96e          |  |              |  | 415e (UWT)        |

## Ploegen
- 2014 –  MTN-Qhubeka (vanaf 1-7)
- 2015 –  MTN-Qhubeka
- 2016 –  Team Dimension Data
- 2017 –  Team Dimension Data
- 2018 –  Team Dimension Data

Augustyn · Ciolek · Debesay · Dougall · Gerdemann · Grmay · Janse van Rensburg · Jim · Konovalovas · Kudus · Meintjes · Niyonshuti · Pardilla · Potgieter · Reguigui · Reimer · Russom · Sbaragli · Stauff · Teklehaimanot · Tewelde · Thomson · van Niekerk · Venter · Wesemann · van Zyl · Hník (stagiair)
Berhane · Boasson Hagen · Bos · Brammeier · Ciolek · Cummings · Dougall · Farrar · Goss · R.Janse van Rensburg · J.Janse van Rensburg · Jim · Kudus · Meintjes · Niyonshuti · Pauwels · Reguigui · Sbaragli · Stauff · Teklehaimanot · Thomson · van Zyl · Venter · Julius (stagiair)
Antón · Berhane · Boasson Hagen · Bos · Brammeier · Cavendish · Cummings · Debesay · Dougall · Eisel · Farrar · Fraile · Haas · J.Janse van Rensburg · R.Janse van Rensburg · Jim · Kudus · Meyer · Niyonshuti · Pauwels · Reguigui · Renshaw · Sbaragli · Siwtsow · Teklehaimanot · Thomson · Venter · van Zyl · Eyob (stagiair) · Gebreigzabhier (stagiair) · Gibbons (stagiair)
Antón · Berhane · Boasson Hagen · Cavendish · Cummings · Debesay · Dougall · Eisel · Farrar · Fraile · Gibbons · Haas · J. Janse van Rensburg · R. Janse van Rensburg · King · Kudus · Morton · Niyonshuti · O'Connor · Pauwels · Reguigui · Renshaw · Sbaragli · Teklehaimanot · Thomson · Thwaites · Venter · van Zyl · Dlamini (stagiair) · Eyob (stagiair) · Gebreigzabhier (stagiair)
Antón · Berhane · Boasson Hagen · Cavendish · Cummings · Davies · Debesay · Dlamini · Dougall · Eisel · Gebreigzabhier · Gibbons · J. Janse van Rensburg · R. Janse van Rensburg · King · Kudus · Meintjes · Morton · O'Connor · Pauwels · Renshaw · Slagter · Thomson · Thwaites · Venter · Vermote · van Zyl